# Hearts Don’t Lie
Hearts Don't Lie – singel australijskiej piosenkarki i autorki tekstów Gabrielli Cilmi, promujący jej drugi album studyjny, "Ten". Wydany został 7 czerwca 2010 roku.

## Informacje o singlu
Cilmi w wywiadzie dla Digital Spy powiedziała: "Ta piosenka jest w stylu modern disco, inspirowanym Bee Gees. Jest świetna i zdecydowanie jest moją ulubioną piosenką z albumu" oraz "Naprawdę lubię pracować z Brianem [Higginsem], ponieważ myślę, że on wydobywa ze mnie wszystko, co najlepsze."

## Format wydania
Itunes 
1. "Hearts Don't Lie" – 3:43

Itunes 
1. "Hearts Don't Lie" – 4:05
2. "Hearts Don't Lie" (Moto Blanco Remix) – 7:12
3. "Hearts Don't Lie" (Steve Smart & Westfunk Remix) – 6:55